# TrES-5b
TrEs-5b es un planeta extrasolar de clase Júpiter caliente descubierto por tránsito astronómico ubicado a 1100 años luz de la Tierra en la constelación del Cisne, orbitando a la estrella GSC03949-00967 de tipo G en el  sistema planetario TrEs-5. 